# Hans Lietzau
Hans Lietzau (* 2. September 1913 in Berlin; † 30. November 1991 ebenda) war ein deutscher Schauspieler, Regisseur und Intendant.

## Leben

### Ausbildung und erste Engagements
Lietzau brach das Studium der Theater- und Zeitungswissenschaft in Berlin ab und besuchte 1933–1935 die Schauspielschule des Berliner Staatstheater unter Gustaf Gründgens. Erste Engagements brachten Lietzau nach Kiel, Leipzig und 1939 schließlich an das Wiener Burgtheater.

### Theater
Nach Ende des Zweiten Weltkrieges war Lietzau als Regisseur in Bern, Berlin, Darmstadt und am Hamburger Thalia-Theater bei Willy Maertens tätig. 1955 inszenierte er unter Intendant Hans Schweikart das erste Mal an den Münchner Kammerspielen. Er war von 1965 bis 1969 Oberspielleiter am Bayerischen Staatsschauspiel, anschließend, in zwei Abschnitten, von 1969 bis Ende 1970
 Intendant des Deutschen Schauspielhauses in Hamburg und von 1972 bis 1980 Leiter der Staatlichen Schauspielbühnen Berlin. Im Anschluss daran kehrte er zurück an die Münchner Kammerspiele, wo er unter der damaligen Leitung von Dieter Dorn weiterhin als Regisseur tätig war. Seine letzte Regiearbeit war dort die Inszenierung von Ernst Barlachs Der blaue Boll (Premiere am 8. März 1991), die auch zum Theatertreffen 1992 nach Berlin eingeladen wurde.
Lietzaus Inszenierungen wurden drei Mal zum Berliner Theatertreffen eingeladen:
- 1967 seine Inszenierung von Die Stühle von Eugène Ionesco
- 1969 seine Inszenierungen von Friedrich Schillers Die Räuber sowie von Heiner Müllers Philoktet
- 1992 (posthum) seine letzte Inszenierung von Ernst Barlachs Der blaue Boll an den Münchner Kammerspielen.

Nach dem Wechsel von Dieter Dorn an das Bayerische Staatsschauspiel wurde an den Münchner Kammerspielen Lietzaus Inszenierung von Thomas Bernhards Der Theatermacher (Premiere: 18. Dezember 1988) wieder aufgenommen und ins Repertoire integriert.
Neben seinen Tätigkeiten am Theater arbeitete Lietzau auch als Film- und Hörspielregisseur.

### Privatleben
Lietzau war verheiratet mit der Schauspielerin Carla Hagen. Mit dem Ziel, den künstlerischen Nachlass ihres Mannes der Öffentlichkeit bleibend zugänglich zu machen, überließ sie der Berliner Akademie der Künste das Legat als Schenkung. Das Vermächtnis umfasste einige tausend Fotos sowie Dokumente zu Regiearbeiten in Wien, Hamburg, Bochum und Berlin.

## Filmografie (Auswahl)
- 1953: Das Chiffontuch
- 1957: Kolportage
- 1958: Das Glas Wasser
- 1959: Vergessene Gesichter
- 1959: Herbert Engelmann
- 1960: Nach all der Zeit
- 1960: Der Groß-Cophta
- 1961: Die Perser
- 1961: Ein wahrer Held
- 1963: Maria Stuart
- 1963: Dann geh zu Thorp
- 1965: Die Chinesische Mauer
- 1966: Ein Eremit wird entdeckt
- 1969: Hôtel du commerce
- 1972: Der Marquis von Keith
- 1977: Travesties
- 1978: Niemandsland

## Auszeichnungen
- 1968: Berliner Kunstpreis
- 1984: Großes Bundesverdienstkreuz
- 1988: Schwabinger Kunstpreis (Ehrenpreis)[7]